# マルチプレーン (航空)

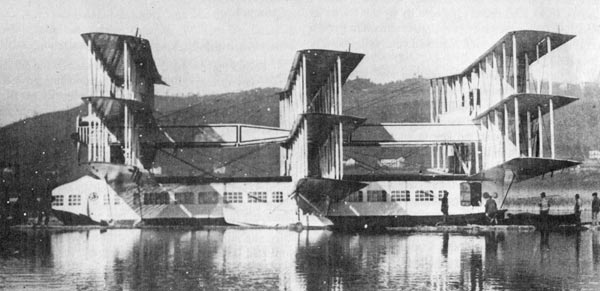
カプロニ Ca.60 ノビプラノ

航空では、マルチプレーン（英語: Multiplane ）は、複数の翼面を備えた固定翼航空機。翼面は、上下に積み重ねることも、前後に積み重ねることも、両方を組み合わせて積み重ねることも可能で、プレーンの数が少ないタイプには特定の名称があり、通常はマルチプレーンとして記述されない。
- 複葉機-2つの翼が上下に積み重ねられている。
- 三葉機-3つの翼が上下に積み重ねられている。
- タンデム翼-2つの主平面が前後に並んでいる。タンデムトリプルまたはタンデムトリプレット構成には、3つの揚力面が前後にある。

三葉機、四葉機、タンデムの設計は比較的まれであるが、4つ以上の翼を持つ航空機は実用化されず、成功したことが証明されたものもない。

## 四葉飛行機

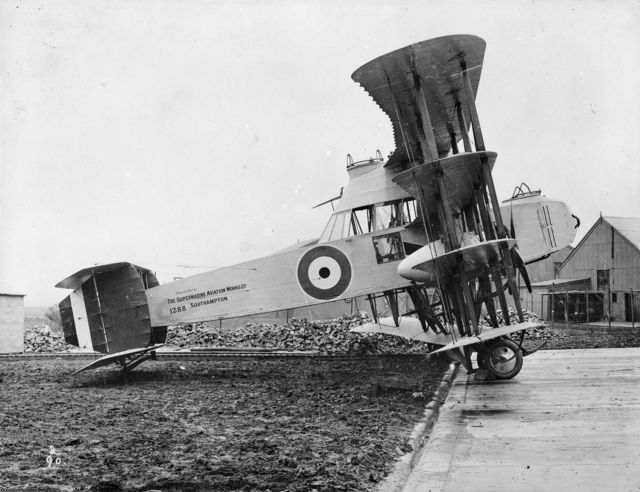
P.B.31E ナイトホーク

トライプレーンの構成は、高アスペクト比の効率的な翼を使用し、それらを積み重ねてコンパクトで軽量な設計を可能にすることで、三葉機のアプローチをさらに一歩進める。第一次世界大戦の航空開拓者時代に、数人の設計者がさまざまな理由でこれらの潜在的な利益を求めたが、ほとんど成功していない。
1909年に、アメリカの発明家マシュー・ベーコンセラーズIIは、低出力の飛行を調査するために、徐々に出力を減少させるエンジンを装備したセラーズ1909クアドルプレーンで一連の飛行を行い、最終的にわずか5～6馬力で速度20mphの飛行を達成している。
ペンバートン・ビリングは、1915年と1917年に、それぞれPemberton- BillingPB29EとPemberton-BillingPB31Eの2つのプロトタイプツェッペリンキラーを製造した。これらは比較的大型の双発戦闘機であった。企業名をスーパーマリンに変更した後、P.B.31Eは、 スーパーマリン ナイトホークとして知られるようになった。
1916年に、プロトタイプのアームストロング・ホイットワース F.K.9を使用したテスト飛行の後、少数のアームストロング・ホイットワース F.K.10四葉偵察戦闘機が製造したが、戦闘行動は見られなかった。
1917年に、プライベートベンチャーのワイト四葉飛行機スカウト戦闘機は飛行した。
1917年に、オイラー・ビアデッカーは、固定翼の標準的な三葉機の配置を特徴としており、4番目の最上翼はフルスパンエルロンとして機能する左右の関節面で構成されていた。異なるエンジンを使用して、2つの例が製造された。
1917年に、フリードリヒスハーフェンはさらに珍しいフリードリヒスハーフェンFF54スカウト戦闘機を製造した。これは、上部ペアと下部ペアの平面のみを接続する支柱を備えた、狭弦の第2翼と第3翼を備えていた。プロトタイプは空中で受け入れがたいと判明し、後に同じように失敗した三葉機として修正された。これも短弦の中間面を備えている。
1918年のナグロ D.II四葉戦闘機は、主アセンブリの下に取り付けられた小さな第4翼を備えた標準的な三葉機の配置を特徴としており、これは一半葉機にいくぶん類似している。 1918年にドイツで開催された第2回D型コンテストに参加し、その構造と仕上がりが高く評価されている。
1922年、ベッソンはプロトタイプの4葉飛行艇輸送機であるベッソン H-5を製造した。 4つの翼面が全体的にジグザグに積み重ねられるように、2つのブレース複葉機の翼スタックが深くずらされて垂直方向にオフセットされているのは珍しかった。唯一の例は破損し、開発は中止された。
フリードリヒスハーフェンはさらに珍しいフリードリヒスハーフェンFF54スカウト戦闘機を作成しました。これは、上部ペアと下部ペアの平面のみを接続する支柱を備えた、狭弦の第2翼と第3翼を備えていました。プロトタイプは空中で受け入れられないことが判明し、後で同じように失敗した三葉機として修正された。これも短弦の中間面を備えていた。

## 4つ以上の飛行機

4葉以上の固定翼航空機翼面はマルチプレーンと呼ばれる。飛行機は、複葉機のように垂直に積み重ねることも、タンデム翼のように前後に配置することもできる。両方の原則を組み合わせることも可能である。

### スタックされたマルチプレーン

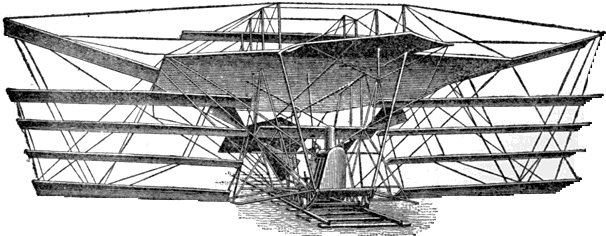
追加の表面が取り付けられたマキシムフライングマシン。

1890年代に、ハイラム・マキシムは蒸気動力の飛行機械を製造し、それをテストリグとしてレール上で走らせている。それは複葉機として始まり、その後、奇妙なマルチプレーンを作成するために、より多くの揚力面と操縦翼面が追加された。ある時、揚力が大きすぎてレールを損傷したことがあった。マキシムは、効果的なコントロールがなかったため、リグの離陸を許可しなかった。
ホラティオ・フレデリック・フィリップスは、1904年から一連のマルチプレーンタイプを構築した。フィリップス・マルチプレーン Ⅰは、従来のレイアウトで20の積み重ねられた翼を持っていたが、持続飛行には不安定すぎることが判明した。 1907年までに彼の3番目のモデルは500フィートを飛ぶことができ、イギリスで最初の動力飛行を達成した。しかし、従来の現代的なタイプと比較してパフォーマンスが期待外れであったため、フィリップスはアイデアを断念した。
1908年、アメリカのロションとフランスのエックヴィリーは、典型的なマルチプレーン設計を作成した。アレクサンダー・グラハム・ベルによって設計されアエリアル・エクスペリメント・アソシエーションによって製造されたAEA Cygnet IIは、何百もの四面体形状によって形成されたセルラーマルチプレーンを特徴としていたが、これらのどちらも飛行することができなかった。
最も悪名高いマルチプレーンの1つは、1923年のガーハート サイクルプレーン。7葉の狭い翼を備えた人力飛行機で、人力による1回の短いホップを行った。その薄っぺらな構造とその後の崩壊が撮影され、これは初期の非実用的な航空機の設計をあざけたストック映像としてよく使用されている。

### タンデムマルチプレーン

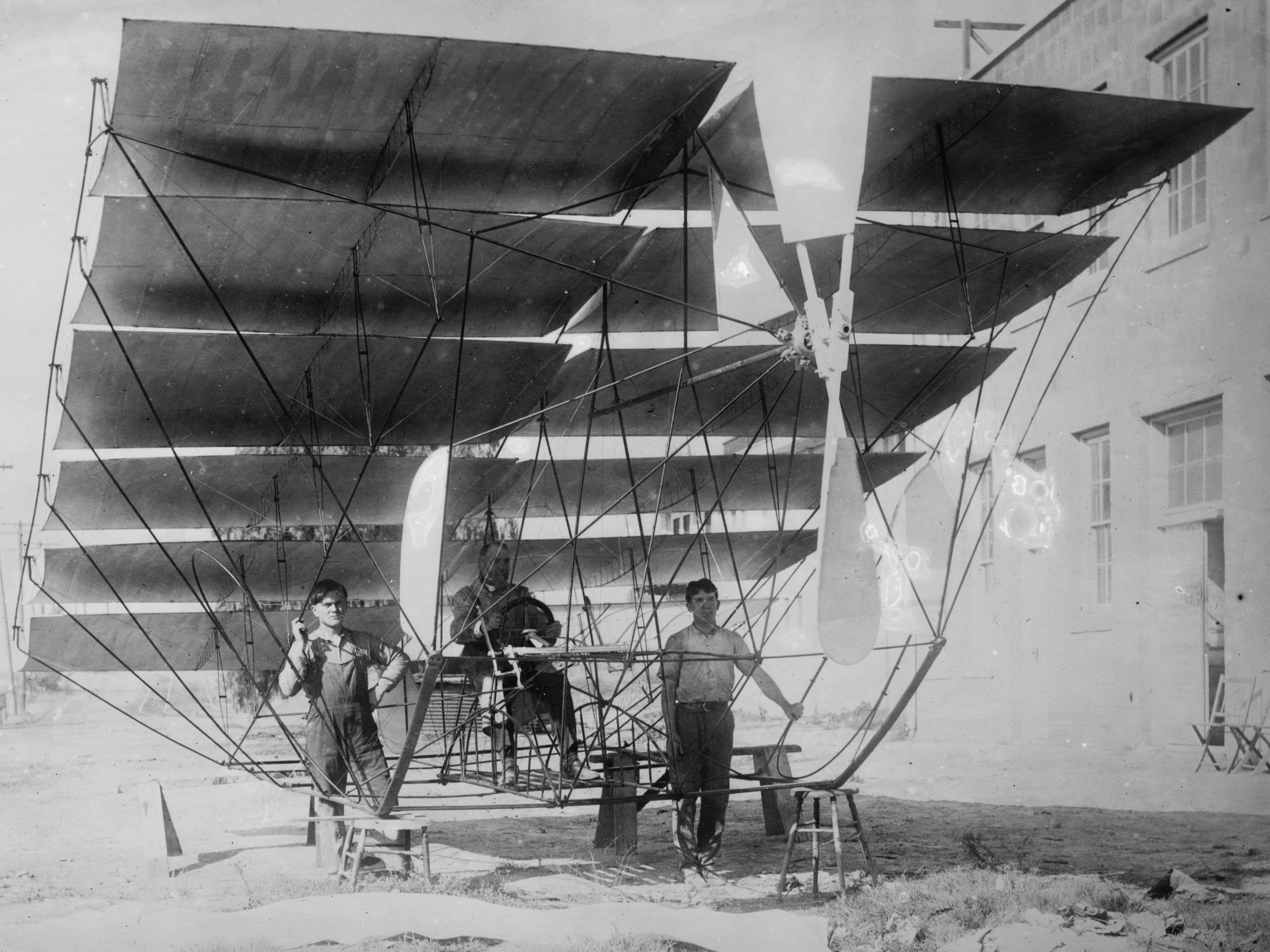
6枚翼のマルチプレーン

アメリカのウィリアムズ1908 マルチプレーンは、4枚の翼をタンデムに搭載し、1908年のZerbe Sextuplaneは6枚の翼を搭載していた。
同じ年、スイスでは、Dufaux 1908 タンデム三葉機が、国内初の小型の複葉水平尾翼を備えた積み重ねられた三葉機の翼のタンデムペアの形の設計であった。

### タンデムスタック
アンソニー・フォッカーは、有名なフォッカー Dr.I三葉機とほぼ同じ時期に、奇妙なフォッカー V.8を設計した。それは、積み重ねられた三葉機の前翼と複葉機の後翼としてグループ化された、5つの翼面のタンデム配置を特徴としていた。その成功したいとことは異なり、かろうじて飛んだがすぐに放棄された。
1921年までに、イタリアのジョヴァンニ・バッチスタ・カプロニは、カプロニ Ca.4シリーズの3スタックの三葉機を、タンデムトリプル配置の単一胴体に結合して、9枚翼のカプロニ Ca.60 ノビプラノプロトタイプ長距離旅客機を製造した。その機体は不安定であることが判明し、最初の飛行で墜落した。